# Dan Lipinski

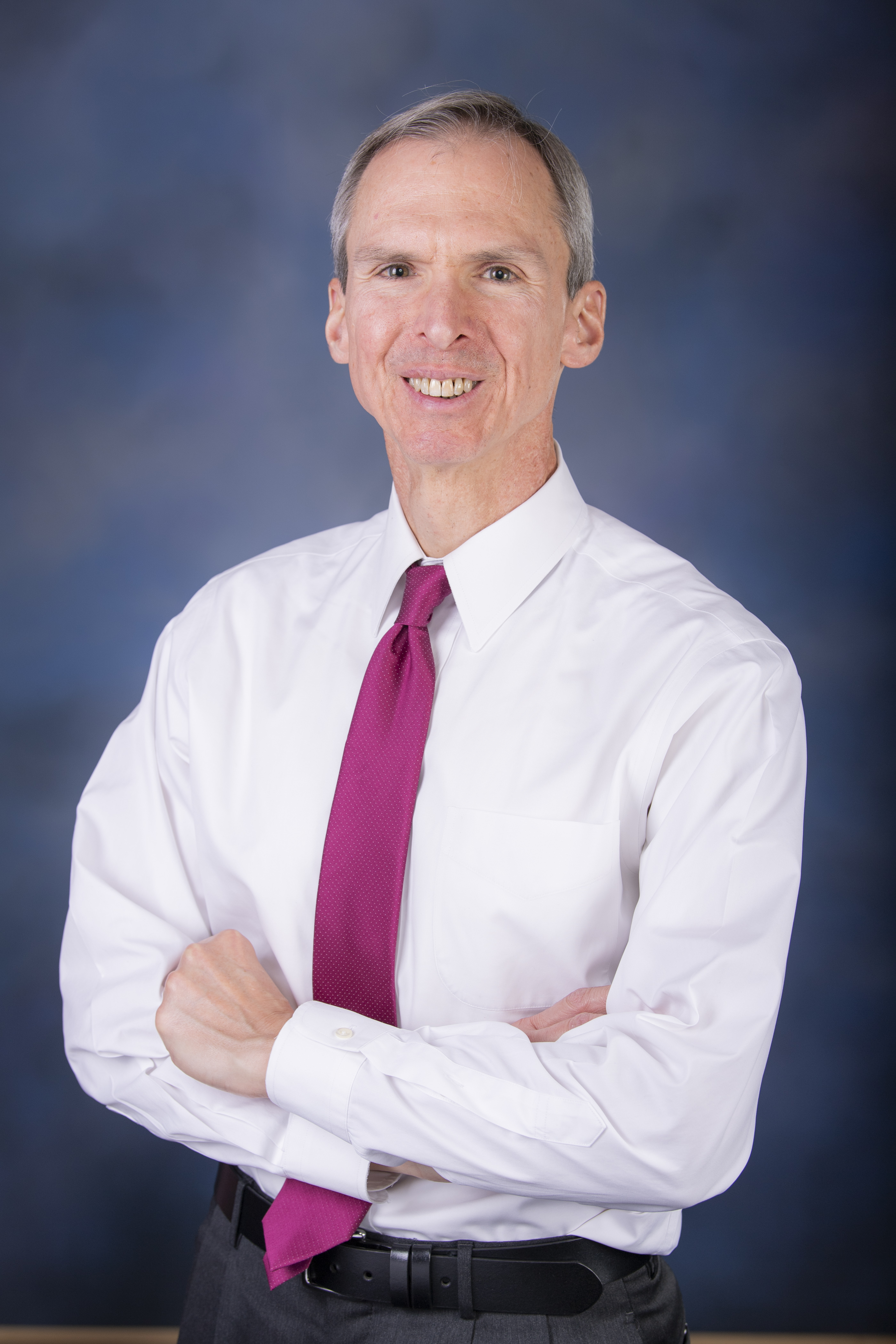
Dan Lipinski 2018.

Daniel William "Dan" Lipinski, född 15 juli 1966 i Chicago, Illinois, är en amerikansk demokratisk politiker. Han representerar delstaten Illinois tredje distrikt i USA:s representanthus sedan 2005.
Lipinski avlade 1988 kandidatexamen vid Northwestern University. Han avlade sedan 1989 masterexamen vid Stanford University och 1998 doktorsexamen i statsvetenskap vid Duke University. Han arbetade som professor vid University of Notre Dame 2000-2001 och därefter vid University of Tennessee fram till 2004.
Fadern Bill Lipinski var kongressledamot 1983-2005. Bill Lipinski vann demokraternas primärval inför kongressvalet 2004 men drog sig sedan ur och bad om att partiet skulle ställa upp sonen Dan i stället. Faderns önskan uppfylldes och Dan Lipinski vann valet som demokraternas kandidat. Han har omvalts två gånger.
Lipinski är en av de mest konservativa demokraterna i kongressen. Lipinski har upprepade gånger hävdat att demokraterna rör sig för långt till vänster, han hävdade att demokraternas påstådda sväng till vänster hjälpte Donald Trump att bli president.